# ماثيو تشارلتون
ماثيو تشارلتون (بالإنجليزية: Matthew Charlton)‏ هو سياسي أسترالي، ولد في 15 مارس 1866 في أستراليا، وتوفي في 8 ديسمبر 1948 في أستراليا. حزبياً، نشط في حزب العمال الأسترالي. وقد انتخب عضو الجمعية التشريعية نيو ساوث ويلز وانتخب عضو مجلس النواب الأسترالي عن دائرة Division of Hunter ‏ (13 أبريل 1910 – 9 أكتوبر 1928).